# Chinoperla rhododendrona
Chinoperla rhododendrona és una espècie d'insecte plecòpter pertanyent a la família dels pèrlids. Es troba a Àsia: el Vietnam.
La femella és lleugerament més fosca que el mascle i tots dos gèneres presenten el mateix patró de franges a les potes.